# 打敷
打敷（うちしき）とは、仏教寺院や仏壇に置かれる卓の天板の下にはさむ敷物。荘厳具の一種。
元々は、釈尊の座る高座の上に敷かれていたもので、後に仏像の前の卓の上に敷かれるようになったのが起源とされる。打敷の「打」には「張る」という意味があり、卓上に張り敷くことを意味する。内敷とも書き、打布、内布ともいう。
安価なものは、人絹製・機械刺繍のものから、高価なものは、正絹製・手刺繍のものがあり、西陣織など伝統工芸品となると非常に高価。
打敷の寸法は、仏壇の大きさで「卓」の大きさが概ね決まり、打敷もそれに対応する。共に代で表示される。

## 使用方法
- 平時は、打敷を掛ける事はしない。法要や彼岸、お盆、正月、祥月命日などの仏事の際に、卓に掛け荘厳する。
  - 中陰中は、白無地の打敷[5]を用いる。あらかじめ、この打敷を用意しておくことが望ましい。用意できなかった場合は、通常の打敷を裏返して白い面を表にして代用[6]することも多い。
- 季節により冬用と夏用とに、使い分けるのが望ましい。
  - 9月中旬（彼岸入り）から5月ごろまで、冬用を用いる。
  - 6月から9月上旬（彼岸入りの前）までは、夏用（絽や紗の打敷）を用いるのが望ましい。

## 形状
- 逆三角形の打敷は、主に浄土真宗で用いられる。「三角打敷」ともいう。
  - 卓の幅に対して同寸ではなく、左右に垂れる幅の打敷を用いるのが正式。大型の卓用の打敷は、「三方仕立」と呼ばれるものがあり、寺院用と同じく左右に垂らした部分にも刺繍が入る。
  - 浄土真宗の場合、紋入りの打敷を用いる場合は、宗紋[7]が刺繍されたものを用いるのが望ましい。寺院の場合は、寺紋を用いる場合もある。
- 四角形の打敷は、浄土真宗以外の宗旨で用いられる。
  - 卓の幅と同寸の打敷を用いる。